# Pietro Nardini
Pietro Nardini (Fibiana, 12 de abril de 1722 - Florença, 7 de maio de 1793) foi um compositor e violinista italiano.

## Vida
Nardini nasceu em Livorno e estudou música em Livorno, tornando-se mais tarde aluno de Giuseppe Tartini. Ele se mudou para a Alemanha, onde se juntou à capela da corte em Stuttgart, tornando-se regente em 1762. No entanto, ele abandonou suas funções lá em 1765 para se tornar Kapellmeister, em 1770, para o Grão-Duque da Toscana em Florença.
Nardini é mencionada nas Observações e reflexões feitas no curso de uma viagem pela França, Itália e Alemanha (1789), do escritor inglês Hester Lynch Piozzi, como tocando um solo em um concerto que a Sra. Piozzi e seu marido, Gabriele Piozzi, deram em Florença em julho de 1785.
Embora Nardini não fosse um compositor prolífico, suas obras são conhecidas por suas melodias melodiosas e utilidade em estudos técnicos. Entre os mais conhecidos estão a Sonata em Ré maior e o Concerto em Mi menor.
Como amigo de Leopold Mozart, ele testemunhou a chegada de Wolfgang Amadeus Mozart em sua primeira visita à Itália e suas tentativas de encontrar uma posição sustentável em 1770-1771. Ele também conheceu o compositor boêmio Václav Pichl, Kapellmeister do arquiduque Ferdinand d'Este, governador austríaco da Lombardia.
Ele foi professor de Bartolomeo Campagnoli, Giovanni Francesco Giuliani e provavelmente também de Gaetano Brunetti.
Ele morreu em Florença em 7 de maio de 1793, aos 71 anos.

## Citações
Sobre sua forma de tocar, Leopold Mozart, ele mesmo um eminente violinista, escreve:
"A beleza, pureza e igualdade de seu tom, e o bom gosto de sua execução cantabile, não podem ser superados; mas ele não executa partes muito difíceis." Suas composições são marcadas pela vivacidade, graça e doce sentimentalismo, mas ele não tem a profundidade do sentimento, o grand pathos, nem a energia concentrada de seu mestre Tartini. 

## Gravações
O Concerto para violino em mi minore de Nardini (Concerto para violino em mi menor), foi gravado por Pinchas Zucherman, violino, e membros da Filarmônica de Los Angeles, na CBS Masterworks, na década de 1970; agora está disponível em "Vivaldi, Nardini & Viotti: Italian Violin Concertos", ETERNA 2009.
Um Concerto para Violino em Fá maior, op. 1, No. 3 foi tocada em um violino Stradivarius por Andrea Cappelletti com a Orquestra de Câmara da Comunidade Europeia em 1992. A gravação foi lançada em 1998 pela KOCH Schwann Musica Mundi 3-8711-2 sob o título "Tribute to Stradivarius: Virtuoso Violin Concertos".
Um Concerto para Violino em Mi menor executado por Mischa Elman e a Orquestra de Câmara da Ópera Estatal de Viena, com a regência de Vladimir Golschman, foi remasterizado digitalmente e apareceu em 1993 no Vanguard Classics OVC 8033 como parte da "Coleção Mischa Elman".
Quatro concertos de violino (em dó maior, sol maior, ré maior e lá maior) foram gravados em 2001, com Mauro Rossi como intérprete e maestro, no Dynamic CDS392.
O Ensemble "ARDI COR MIO" executou quatro sonatas para violino a partir de manuscritos em vários museus europeus e gravou-as em 2007 no Tactus TC 721401.
Henryk Szeryng interpreta Nardini, Vieuxtemps, Ravel & Schumann. Concerto para violino em mi menor. SWR Sinfonieorchester des Südwestrundfunks, Hans Rosbaud.